# Yamoussoukro flygplats
Yamoussoukro flygplats (franska: Aéroport international de Yamoussoukro) är en flygplats i Elfenbenskusten. Den ligger i den centrala delen av landet, 13 km nordväst om huvudstaden Yamoussoukro. Yamoussoukro flygplats ligger 213 meter över havet. IATA-koden är ASK och ICAO-koden DIYO.